# Acarapis vagans
Acarapis vagans är en spindeldjursart som beskrevs av Schneider 1941. Acarapis vagans ingår i släktet Acarapis och familjen Tarsonemidae. Inga underarter finns listade i Catalogue of Life.